# Leucanitis albimedia
Leucanitis albimedia là một loài bướm đêm trong họ Noctuidae.